# Antonio Fuentes
Pour les articles homonymes, voir Fuentes.
Antonio Fuentes y Zurita, plus connu sous l'apodo « Antonio Fuentes », né le 15 mars 1869 à Séville (Espagne), mort le 9 mai 1938 à Séville, était un matador espagnol.

## Biographie
Il commence sa carrière dans la cuadrilla de « Cara Ancha », où il se fait remarquer par son habileté aux banderilles al quiebro, à tel point qu'il dépasse bientôt son maître dans cette suerte. C'est d'ailleurs comme banderillero qu'il fait sa présentation à Madrid le 31 mai 1891. Il prend son alternative le 17 septembre 1893 à Madrid, des mains El Gallo II (père de El Gallo devant le taureau Corredor de l'élevage Clemente. Il obtient très vite un grand succès et devient une des principales figuras  du toreo, à tel point que « Guerrita » se plaisait à dire à son sujet :  « Après moi, personne ; et après personne, Fuentes .» Mais Fuentes n'accède au premier rang qu'après la retraite de Guerrita, et il serait resté apathique, selon Auguste Lafront si Bombita et Machaquito n'étaient venus piquer son amour-propre. Dès 1899, il est appelé à inaugurer la première grande arène de Mexico

### Style

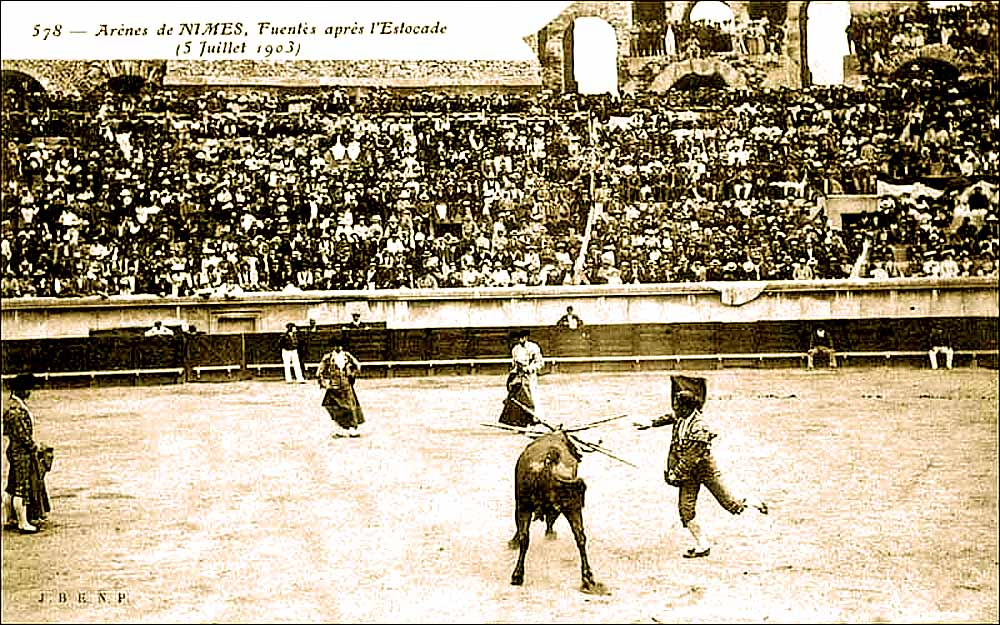
Antonio Fuentes lors d'une corrida à Nîmes, le 5 juillet 1903

Il était considéré comme un torero « corto » (« court »), c’est-à-dire que son répertoire de passes était limité. Mais il exécutait le toreo de manière si élégante et artistique que la qualité de l’exécution compensait largement ce manque de répertoire. Il était d'ailleurs classé dans les toreros artistes dont l'élégante nonchalance  a été sérieusement bousculée par l'arrivée des deux nouvelles figuras : Bombita et Machaquito. À l’estocade, si dans ses premières années il pêcha souvent, après une grave blessure survenue à Saragosse le 14 octobre 1903, il adopta une manière d’estoquer, de « dentro por fuera » (« de l’intérieur vers l’extérieur ») qui lui permit de faire de grandes estocades quasiment à coup sûr.

### Carrière
- Débuts en public : Guillena (Espagne, province de Séville) le 16 août 1885.
- Présentation à Madrid : 31 mai 1891.
- Alternative : Madrid le 17 septembre 1893. Parrain, Fernando « El Gallo ». Taureaux de la ganadería de José Clemente.
- Premier de l’escalafón en 1901 et 1903.

### Retraite
Il se retira officiellement en 1908, mais en réalité continua à participer à quelques corridas par an jusqu’en 1914, année où il prit une retraite définitive après une corrida à la Plaza de las Arenas à Barcelone le 31 mai, aux côtés de Rafael « El Gallo » et Luis Freg, face à des taureaux de la ganadería de Concha y Sierra.